# Нова класа
Термин нова класа су критичари користили за полемику око земаља које су следиле совјетски тип комунизма да опишу привилеговану владајућу класу бирократа и функционера комунистичке партије која је настала у овим државама. Уопштено говорећи, група у Совјетском Савезу позната као Номенклатуре прилагодила се теорији нове класе. Раније је термин коришћен за друге слојеве друштва у настајању.
Теорија Милована Ђиласа о новој класи је такође интензивно коришћена од стране анти-комунистичких коментатора на Западу у својој критици комунистичких држава током Хладног рата.
Термин "Црвена буржоазија" је погрдан синоним за термин нове класе, израђен од стране левичарских критичара и покрета (као 1968. студентске демонстрације у Београду).
Нова класа се користи као термин у касним 1960—им годинама пост-индустријске социологије.

## Ђиласова „Нова класа"
Теорија "Нове класе" развијана је од стране Милована Ђиласа, потпредседника Федеративне Народне Републике Југославије у време Јосипа Броза Тита, који је учествовао са Титом у Југословенском Народноослободилачком рату, али ју је он касније одбацио када је Ђилас почео да заступа демократске и егалитаристичке идеале (за које је веровао да су били у складу са изгледом социјализма и комунизма који је требало да буде). Међутим, било је и личних антагонизама између два човека, и Тито је осетио да Ђилас подрива његову власт. Теорија нове класе може се сматрати супротно теорији појединих владајућих комуниста, као што су Јосифа Стаљина, који је тврдио да ће њихове револуције и/или друштвене реформе довести до изумирања било које владајуће класе као што је. То је било Ђиласово запажање као члана комунистичке владе да су чланови партије дубоко закорачили у улогу владајуће класе - проблем за који је веровао да треба да се исправи кроз револуцију. Ђилас је завршио основни рад на тему нове класе средином 1950—их. Док је Ђилас био у затвору, објављена је 1957. године на Западу под називом Нова класа: Анализа комунистичког система. (У Југославији се ова књига појавила тек 1990. године под називом Нова класа.)
Ђилас је тврдио да је посебан однос нове класе према средствима за производњу био један од облика политичке контроле, као и да је имовина нове класе била политички контролисана. Према Ђиласу нова класа не тражи само проширење материјалне репродукције да политички оправда своје постојање радничкој класи, него тражи и проширење политичке контроле над имовином. Ово се може упоредити са капиталистом који тражи проширење вредности кроз повећане вредности тржишног удела, иако сам тржишни удео не одражава повећање вредности произведене робе. Ђилас је користио овај аргумент о имовинским обрасцима да укаже зашто нова класа тражи параде, маршеве и спектакле без обзира на снижавање нивоа материјалне продуктивности.
Ђилас је предложио да нова класа постепено доведе до самосвести себе као класе. Пре достизања потпуне самосвести, првобитни пројекат би био огромна индустријализација у циљу утемељења спољне безбедности нове класе од страних или алтернативних владајућих класа. Према Ђиласу ово се догодило 1930—их и 1940—их у Совјетском Савезу. Како је нова класа све друге интересе преузела под сопствену заштиту током овог периода, она слободно протерује и уклања своје чланове како би постигла свој главни циљ као владајуће класе - безбедност.
Након што је постигнута безбедност, нова класа следи политику умерености према својим члановима, ефикасно давање материјалне награде и слободу мисли и акције у оквиру нове класе - докле год се ова слобода не користи за подривање њене владавине. Ђилас је упоредио овај период као период Хрушчовљеве владе у Совјетском Савезу. Због појаве политичких сукоба унутар нове класе, постојао је потенцијал за државни удар, али и могућа популистичка револуција (као што је већ било у Пољској, односно Мађарској).
На крају је Ђилас предвидео период економског пада, јер је политичка будућност нове класе бивала угрожена озбиљним програмом корупције и личног интереса на рачун других друштвених класа. Према Ђиласу ово се може тумачити као претеча тзв. ери стагнације Леонида Брежњева.
Док је Ђилас тврдио да је нова класа друштвена класа са изразитим односом према средствима за производњу, он није тврдио да је она повезана са самоодрживим начином производње. Ова тврдња, у оквиру марксистичке теорије, тврди да совјетски тип друштва мора на крају или да се суноврати ка капитализму, или да доживи друштвену револуцију ка реалном социјализму. Ово се може посматрати као предвиђање пропасти Совјетског Савеза.
Књига Роберта Каплана из 1993 ‘’Балкански духови: Путовање кроз историју” такође садржи дискусију са Ђиласом, који је користио његов модел да предвиди многе догађаје који су се касније одиграли у бившој Југославији.

### Сличност са другим анализама
Наравно да је Ђилас развио своје специфичне појмове, међутим, идеја да ће бирократе у типичном марксистичко-лењинистичком стилу државе постати нова класа није његова оригинална идеја. Михаил Бакуњин је изнео ове ставове у дебатама своје Прва интернационале заједно са Марксом средином и крајем 19. века. Ова идеја је поновљена и после руске револуције од стране анархиста као што су Кропоткин и Макхно, као и неких других комуниста. Године 1911. Роберт Михелс је први предложио Гвоздени закон олигархије, који је описивао развој бирократске хијерархије у наводно равноправним и демократским социјалистичким партијама. То је касније поновио и лидер руске револуције, Лав Троцки кроз своју теорију дегенерисаних радника државе. Мао Це Тунг је имао своју верзију ове идеје коју је развио током Покрета Социјалистичког Образовања да би критиковао Комунистичку партију Кине која је била под Схаокијем. Наравно, овај широк спектар људи током деценија је имао различите погледе на ствари, али увек су имали исти основ за ову идеју.
Са друге стране, у раду Фридриха Хаиека наслућују се многе критике Ђиласове нове класе, без стављања у марксистички контекст (види ЕСП. Пут у ропство). Амерички неоконзервативци су прилагодили нове класне анализе у својој теорији менаџерске државе. Карл Поперова критика о утопијским друштвеним тежњама у Отворено друштво и његови непријатељи су приметно слична са Ђиласовим виђењем ствари, без обзира на то што су развијане независно (види напомену 6. поглавље 18. Отворено друштво и његови непријатељи и пратећи текст).

### Џон Кенет Галбрајт и „пост-индустријска социологија"
Канадско-амерички либерални економиста Џон Кенет Галбрајт је писао о сличној појави у капитализму, појавом технократског слоја у делима Нова индустрија државе и Богато друштво.
Модел Нова класа, као теорија нових друштвених група у пост-индустријским друштвима, је стекла надмоћ током 1970—их, како су друштвени и политички научници приметили да су групе "нове класе" пост-материјално оријентисане у својој потрази за политичким и друштвеним циљевима (Брус Бригс, Б. Нова класа, New Brunswick , Трансакција 1979). Тема Нова класа више нема директне везе са императивима економске сигурности" (Инглхарт Роналд Тиха револуција у Европи: Међугенерацијска промена у пост-индустријском друштву ". American Political Science Review. 65. 1971:991-1017).